# Juan Borgia (1498-1548)
Juan Borgia o Juan de Borja (Roma, marzo de 1498 – Génova, noviembre de 1547) fue un noble italiano, duque de Nepi y Camerino, llamado Infans Romanus («el niño de Roma»).

## Confusión de personas e identidades
No debe confundirse con el asesinado Juan de Borja y Cattanei, ni con su hijo español Juan de Borja y Enríquez, ni con los cardenales de Borja, Juan de Borja Llançol de Romaní, el mayor y Juan de Borja Llançol de Romaní, el menor, ni con otros tantos Juan o Giovanni miembros de la Casa de Borja o Borgia.

## Posible origen
Fue probablemente hijo ilegítimo de Lucrecia Borgia, aunque el Papa Alejandro VI emitió dos bulas papales, ambas fechadas el 1 de septiembre de 1501, en cada una de las cuales se le atribuía un padre distinto; la segunda en emitirse parece corregir y suplir la primera. La primera de estas bulas, dirigida al «Dilecto Filio Nobili Joanni de Borgia, Infanti Romano», le declara como un niño de tres años de edad, hijo ilegítimo de César Borgia, soltero en aquella época, y de una mujer (desconocida, como era propio en estos casos) también soltera.
La segunda le declara, en cambio, hijo del propio Papa Alejandro VI y dice: «Dado que conllevas esta deficiencia no por parte del nombrado duque, sino por mi parte y la de la mencionada mujer, y por esta razón no deseamos expresarlo en la anterior escritura». El Papa tenía prohibido por derecho canónico reconocer públicamente la paternidad y no deseó que su hijo pudiera sufrir consecuencias en su herencia. Precisamente, el mismo día se prepararon las últimas gestiones para la boda entre Lucrecia y Alfonso d'Este, duque de Ferrara.

## Infancia
Por designación del papa Alejandro VI, tuvo como tutor a  Francisco de Borja y Navarro de Alpicat, cardenal de Coseza. Sin embargo, al poco de la muerte de Alejandro VI, Juan fue a vivir con Lucrecia a Ferrara, donde se le reconoció como hermanastro.

## Títulos
Alejandro VI excomulgaría mediante dos bulas a miembros de las familias Savelli y Colonna confiscando sus propiedades; de esta manera, pudo nombrar al joven Juan heredero del ducado de Nepi, una propiedad importante de la familia Borgia, y también duque de Palestrina, el 17 de septiembre de 1501. 
En 1502, César, nombró al niño duque de Camerino, una de las conquistas de César, tras una carrera de funcionario menor en la Curia y en la corte de Francia, fracasó en conseguir más poder e influencia y finalmente murió siendo relativamente desconocido.

## Deceso
Murió en la ciudad de Génova en noviembre de 1547. Cuando falleció era embajador del Papa Pablo III.

## Descendencia
Dejó una hija natural, Lucrecia, que casada con Ceriaco Mattei fue bisabuela del papa Inocencio X.

## Novela histórica
Hella S. Haasse escribió una novela histórica acerca de la figura de Juan Borgia, De scharlaken stad (1952), publicada en español como La ciudad escarlata.

## Literatura
- 2001: Los Borgia de Mario Puzo. Ed.Planeta Internacional
- 1996: Borja Papa de Joan Francesc Mira
- 1989: Yo, Lucrecia Borgia, de Carmen Barberá. Ed.Planeta, S.A. Col. Memoria de la Historia, n.º 12: 208 págs. 1997 Ed.Planeta DeAgostini. Col. Memoria de la Historia, n.º 2: 200 págs.
- 1989:  Los Borgia de Ivan Cloulas. Ed. Vergara
- 1952: The Scarlet City de Hella S. Haasse, una novela histórica acerca de la figura de Juan Borgia,  (1952).

## Videojuegos
- 2010 Assassin's Creed: Project Legacy. Donde es hijo de Lucrecia Borgia y Pedro Calderón, y donde luego su historia verdadera desaparece dentro de la ficción de la saga.